# Robert Welikhe
Robert Welikhe (né en 1964) est un athlète kényan, spécialiste du lancer du poids. 

## Biographie
Il remporte la médaille d'or du lancer du poids lors des championnats d'Afrique 1989 et 1990. Il détient le record du Kenya de la discipline avec un lancer à 18,19 m, établi le 6 octobre 1989 à Nairobi. Entre 1988 et 1991 il remporte trois fois les championnats du Kenya.

### Palmarès
| Date | Compétition            | Lieu     | Résultat | Épreuve         | Performance |
| ---- | ---------------------- | -------- | -------- | --------------- | ----------- |
| 1989 | Championnats d'Afrique | Lagos    | 1er      | Lancer du poids | 17,28 m     |
| 1990 | Championnats d'Afrique | Le Caire | 1er      | Lancer du poids | 17,57 m     |

### Records
| Épreuve         | Performance | Lieu    | Date           |
| --------------- | ----------- | ------- | -------------- |
| Lancer du poids | 18,19 m     | Nairobi | 6 octobre 1989 |